# Corpo elettorale
Il corpo elettorale rappresenta l'insieme delle persone alle quali viene riconosciuto il diritto di esercitare l'elettorato attivo, e cioè il diritto di eleggere i propri rappresentanti, e l'elettorato passivo, e cioè il diritto di essere eletto, e solitamente rappresenta un sottoinsieme dei cittadini.
Il diritto di voto, così riconosciuto, opera sotto precisi requisiti.

## Il voto
La democrazia, che riconosce il Corpo elettorale nella sua massima latitudine, è la forma di Stato attraverso cui il popolo esprime il proprio voto.
Il voto è un metodo attraverso il quale un gruppo di persone esprime un giudizio. Quando i componenti del gruppo si esprimono in quanto individui, si parla di voto personale: esso è uno dei principi fondamentali delle moderne democrazie rappresentative e, in Italia, è consacrato dall'articolo 48 della Costituzione, unitamente alla libertà ed uguaglianza del voto.
Il gruppo di persone chiamate a votare può esser più o meno grande e a seconda dei casi può variare e comprendere i partecipanti di una riunione così come gli appartenenti a una circoscrizione elettorale e quindi a un'elezione.
Di solito il voto è uno strumento che è volto a prendere una decisione in seguito a una discussione o a un dibattito, ma - quando coinvolge il Corpo elettorale - è l'atto finale di una campagna elettorale e consiste in uno scrutinio dal quale consegue la proclamazione degli eletti in assemblee rappresentative.

## Il popolo
Il popolo è l'elemento personale dello Stato, e trova nell'ordinamento italiano la propria sovranità nell'art. 1 della Costituzione.
Il corpo elettorale si presenta come la parte attiva del popolo, ovvero l'insieme dei cittadini che godono dell'elettorato attivo, inteso quale diritto di costituire, attraverso il voto, i collegi politicamente rappresentativi dello Stato-ordinamento (non solo il Parlamento ma anche i Consigli regionali, provinciali, comunali e circoscrizionali).
Pertanto le funzioni principali del corpo elettorale sono due:
1. Funzione elettorale
2. Funzione che si inserisce nell'esercizio della democrazia diretta o rappresentativa

## Corpo elettorale nel mondo

### Corpo elettorale negli Stati Uniti d'America
Ecco il corpo elettorale degli Stati Uniti d'America (dati parziali):
| Anno | Corpo elettorale (in milioni) | Popolazione (in milioni) | Percentuale |
| ---- | ----------------------------- | ------------------------ | ----------- |
| 1960 | 107,88                        | 180,67                   | 59,7%       |
| 1980 | 159,61                        | 227,22                   | 70,2%       |
| 2000 | 194,47                        | 282,16                   | 68,9%       |
| 2016 | 227,40                        | 323,07                   | 70,3%       |

### Corpo elettorale in Italia
Ecco il corpo elettorale in Italia, dalla proclamazione del Regno d'Italia ad oggi:
| Anno                | Corpo elettorale | Popolazione | Percentuale | Note                                                                         |
| ------------------- | ---------------- | ----------- | ----------- | ---------------------------------------------------------------------------- |
| Regno d'Italia      |                  |             |             |                                                                              |
| 1861                | 418.695          |             |             | Prime elezioni del Regno d'Italia.                                           |
| 1865                | 504.265          | 26.915.000  | 1,87%       |                                                                              |
| 1867                | 498.208          | 27.381.000  | 1,82%       |                                                                              |
| 1870                | 530.018          | 27.801.000  | 1,90%       |                                                                              |
| 1874                | 571.939          | 28.459.000  | 2,01%       |                                                                              |
| 1876                | 605.007          | 28.709.000  | 2,11%       |                                                                              |
| 1880                | 621.896          | 29.516.000  | 2,11%       |                                                                              |
| 1882                | 2.017.829        | 29.791.000  | 6,77%       | Esteso il diritto di voto                                                    |
| 1886                | 2.420.317        | 30.776.000  | 7,86%       |                                                                              |
| 1890                | 2.752.658        | 31.611.000  | 8,71%       |                                                                              |
| 1892                | 2.934.000        | 31.992.000  | 9,17%       |                                                                              |
| 1895                | 2.120.000        | 32.608.000  | 6,50%       |                                                                              |
| 1897                | 2.458.388        | 32.955.000  | 7,46%       |                                                                              |
| 1900                | 2.568.388        | 33.605.000  | 7,64%       |                                                                              |
| 1904                | 2.928.749        | 34.555.000  | 8,47%       |                                                                              |
| 1909                | 2.930.473        | 36.055.000  | 8,13%       |                                                                              |
| 1913                | 8.672.000        | 37.241.000  | 23,29%      | Esteso il diritto di voto: suffragio universale maschile                     |
| 1919                | 10.235.874       | 37.195.000  | 27,52%      |                                                                              |
| 1921                | 10.475.164       | 37.491.000  | 27,94%      |                                                                              |
| 1929                | 9.460.737        | 40.342.000  | 23,45%      |                                                                              |
| 1934                | 10.433.536       | 41.921.000  | 24,89%      |                                                                              |
| Repubblica Italiana |                  |             |             |                                                                              |
| 1946                | 28.005.449       | 45.540.000  | 61,50%      | Referendum istituzionale: suffragio universale con partecipazione femminile. |
| 1948                | 29.117.544       | 46.210.000  | 63,01%      |                                                                              |
| 1953                | 30.280.342       | 47.792.434  | 63,36%      |                                                                              |
| 1958                | 32.446.892       | 49.310.541  | 65,80%      |                                                                              |
| 1963                | 31.766.058       | 51.252.000  | 61,98%      |                                                                              |
| 1968                | 35.566.681       | 53.235.800  | 66,81%      |                                                                              |
| 1972                | 37.049.654       | 54.381.300  | 68,13%      |                                                                              |
| 1976                | 40.423.131       | 55.718.300  | 72,55%      |                                                                              |
| 1979                | 42.203.314       | 56.317.700  | 74,94%      |                                                                              |
| 1983                | 44.047.478       | 56.564.100  | 77,87%      |                                                                              |
| 1984                | 44.412.456       | 56.576.700  | 78,50%      |                                                                              |
| 1987                | 45.689.829       | 56.601.900  | 80,72%      |                                                                              |
| 1989                | 46.335.433       | 56.671.800  | 81,76%      |                                                                              |
| 1992                | 47.435.689       | 56.797.100  | 83,52%      |                                                                              |
| 1994                | 48.235.213       | 56.843.400  | 84,85%      |                                                                              |
| 1996                | 48.846.238       | 56.860.300  | 85,90%      |                                                                              |
| 2001                | 49.256.295       | 56.974.100  | 86,45%      |                                                                              |
| 2006                | 49.425.690       | 58.144.000  | 85,00%      |                                                                              |
| 2008                | 50.257.534       | 58.826.700  | 85,43%      |                                                                              |
| 2013                | 50.399.841       | 60.233.900  | 83,67%      |                                                                              |
| 2018                | 50.782.650       | 60.431.300  | 84,03%      |                                                                              |
| 2022                | 50.869.304       | 58.940.000  | 86,31%      | Equiparazione età del voto per le due Camere a 18 anni.                      |

### Corpo elettorale a San Marino
Ecco il corpo elettorale a San Marino:
| Anno | Corpo elettorale | Note                                                     |
| ---- | ---------------- | -------------------------------------------------------- |
| 1906 | 1.577            | Prime elezioni dopo l'Arengo del 1906                    |
| 1906 | 1.203            |                                                          |
| 1909 | 1.732            |                                                          |
| 1912 | 1.445            |                                                          |
| 1915 | 1.877            |                                                          |
| 1918 | 1.732            |                                                          |
| 1920 | 4.041            |                                                          |
| 1923 | 4.184            |                                                          |
| 1926 | 4.305            |                                                          |
| 1932 | 3.915            |                                                          |
| 1938 | 3.715            |                                                          |
| 1943 | 5.932            | Esteso il diritto di voto: suffragio universale maschile |
| 1945 | 5.846            |                                                          |
| 1949 | 7.124            |                                                          |
| 1951 | 7.301            |                                                          |
| 1955 | 7.654            |                                                          |
| 1959 | 7.514            |                                                          |
| 1964 | 15.392           | Voto alle donne: suffragio universale                    |
| 1969 | 16.720           |                                                          |
| 1974 | 17.673           |                                                          |
| 1978 | 19.615           |                                                          |
| 1983 | 21.588           |                                                          |
| 1988 | 26.052           |                                                          |
| 1993 | 28.285           |                                                          |
| 1998 | 30.117           |                                                          |
| 2001 | 30.688           |                                                          |
| 2006 | 31.759           |                                                          |
| 2008 | 31.845           |                                                          |